# Traktat luksemburski
Traktat luksemburski (2005), traktat akcesyjny (2005) – umowa podpisana 25 kwietnia 2005 roku w Luksemburgu zawarta pomiędzy Bułgarią i Rumunią a 25 państwami ówczesnej Unii Europejskiej. Traktat wszedł w życie 1 stycznia 2007 roku.